# Bibliothèque d'ouvertures
Pour les articles homonymes, voir bibliothèque (homonymie).
Ne doit pas être confondu avec répertoire d'ouvertures.
 (avril 2008).
Si vous disposez d'ouvrages ou d'articles de référence ou si vous connaissez des sites web de qualité traitant du thème abordé ici, merci de compléter l'article en donnant les références utiles à sa vérifiabilité et en les liant à la section « Notes et références ».
Une bibliothèque d'ouvertures est une base de données utilisée par un programme d'échecs.
La bibliothèque d'ouvertures joue l'ouverture à la place du programme. En effet les programmes d'échecs ont un niveau de jeu relativement faible dans l'ouverture. Du fait de l'effet d'horizon et parce que les programmes ne calculent pas toutes les variantes, ils peuvent jouer des coups réfutés par la théorie ou stratégiquement faibles. Sans bibliothèque d'ouvertures, un programme jouerait toujours les mêmes coups dans l'ouverture. Les coups sont joués instantanément par la bibliothèque, ce qui permet un gain de temps de réflexion.
Une bibliothèque d'ouvertures est généralement générée à partir d'une base de données de parties. Les coups sont joués en proportion du nombre de parties présent dans la base. Dans une bonne bibliothèque d'ouvertures, les coups sont notés selon qu'ils sont justes (joués par la bibliothèque), faibles ou faux. Lorsque l'adversaire joue un coup faible, la bibliothèque joue alors un killer move, coup qui selon la théorie, réfute le coup précédent. Certaines bibliothèques d'ouvertures ont une fonction d'apprentissage et ne jouent plus les coups qui ont amené le programme à une partie nulle ou à une défaite. Une bonne bibliothèque d'ouverture se doit non seulement de reconnaître des suites de coups mais également des positions. La bibliothèque reste en veille durant la partie pour reprendre la main dans le cas où l'on reviendrait dans une position connue par interversion de coups.
Qu'une bibliothèque d'ouvertures joue une suite de coups justes n'implique pas forcément que son programme se retrouve dans une position qui lui soit favorable à la sortie de l'ouverture. Rybka aura du mal à exploiter une position issue du gambit Evans, tandis que Junior s'en sortira à merveille[réf. nécessaire].
Les bibliothèques d'ouvertures utilisées lors des compétitions officielles sont spécialement configurées pour correspondre au style de jeu du programme et de ses adversaires. Elles ne sont pas disponibles dans le commerce.
En prévision de son match contre Fritz en 2006, Vladimir Kramnik avait obtenu de pouvoir utiliser durant sa préparation la version définitive du programme et de sa bibliothèque d'ouvertures. Il put également consulter l'arbre d'ouvertures du programme durant les parties.
Le terme bibliothèque d'ouvertures est parfois utilisé à tort pour désigner le répertoire d'ouvertures d'un joueur.